# Felip Cortiella i Ferrer
Felip Cortiella i Ferrer (Barcelona, 9 de novembre de 1871 - 1937) va ser un dramaturg, poeta, narrador i tipògraf anarquista i catalanista.
Era fill de Ferran Cortiella i Salvador natural de Vila-seca i de Maria Ferrer i Prats natural de Rubí. Va fundar la Companyia Lliure de Declamació i l'Agrupació Avenir. L'autor és el representant del teatre social en català a la seva època.
Va introduir el teatre de Henrik Ibsen als Països Catalans, que també va traduir, així com l'alemany Gerhart Hauptmann o els francesos Maurice Donnay, Eugène Brieux i Octave Mirbeau, entre d'altres. També va escriure estudis sobre teatre, obres de teatre pròpies, va fundar companyies de teatre, publicacions i va col·laborar amb diverses entitats culturals.
Va tenir un carrer a Barcelona amb el seu nom (l'actual carrer dels Àngels) des de l'any 1937 fins a l'ocupació feixista.

## Sindicalisme
Va treballar de caixista a l'editorial L'Avenç. Va formar part, com a tipògraf sindicalista afiliat a la CNT, primer de la Societat Tipogràfica de Barcelona; i a partir de 1882 de La Solidaria, la seva escissió anarquista; amb companys tipògrafs com Emili Guanyavents, autor de la lletra actual d'Els Segadors, i Eudald Canibell, bibliotecari de la Biblioteca Pública Arús.
En 1917 li van oferir dirigir el periòdic Solidaridad Obrera, però va rebutjar el càrrec perquè considerava que s'havia de publicar en català. En 1920 va crear el periòdic Avenir, anarquista i en català, que també dirigiria. Fou enterrat al Cementiri de les Corts.

## Obres destacades

### Teatre
- El goig de viure (1896)
- Els artistes de la vida (1898)
- Els mals pastors (1901)
- Dolora (1903)
- El morenet (1904)
- La brava joventut
- Flametes del gran amor

### Poesia
- Anarquines (1908), llibre de poemes que inclou el poema A la llengua catalana.

### Narrativa
- El plor de l'auba (1901), sobre les festes modernistes de Sitges.
- Els precursors (1918)